# Jean Diot et Bruno Lenoir
Pour les articles homonymes, voir Diot (homonymie) et Lenoir.

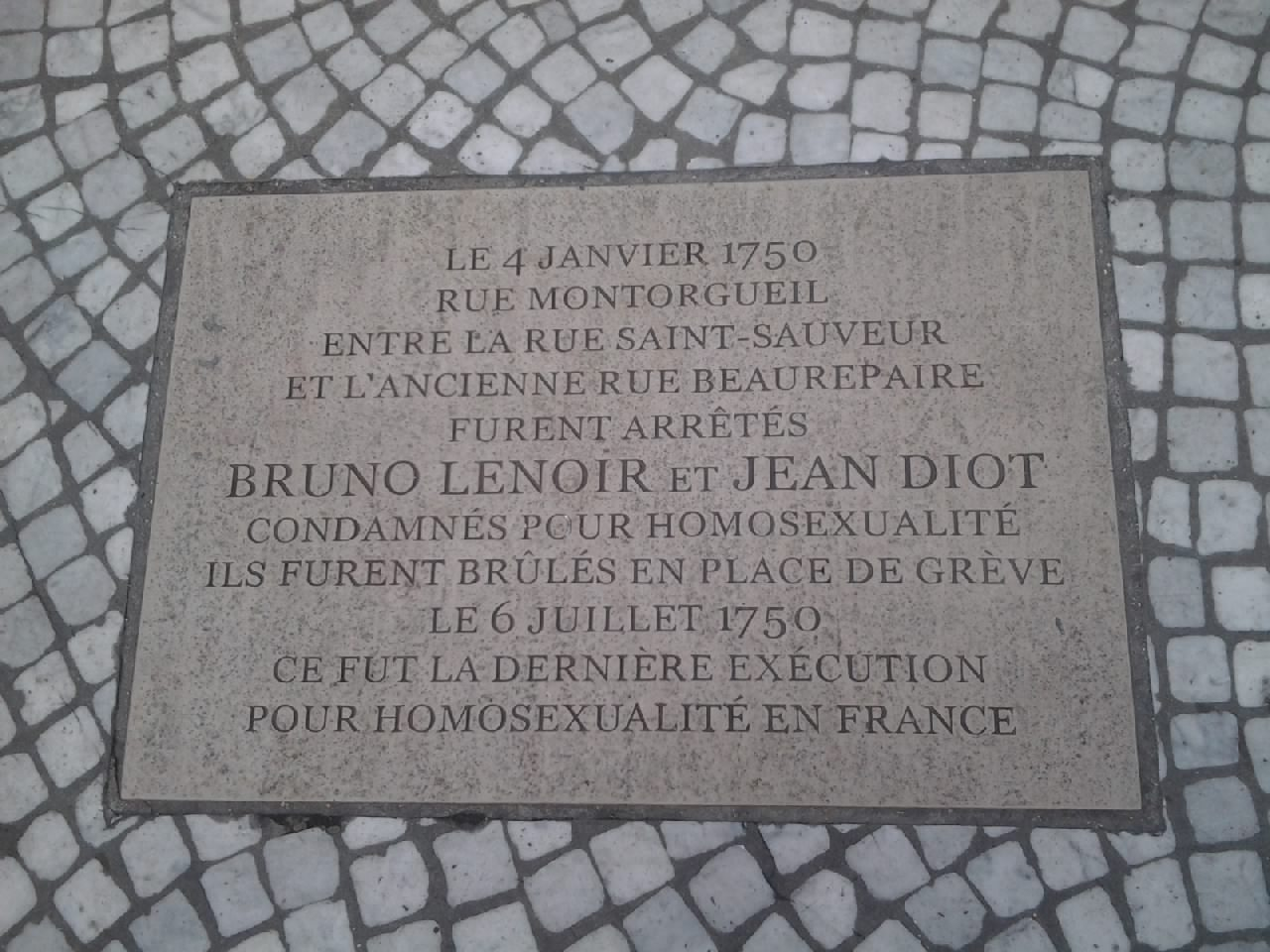
Plaque commémorative devant le 67 rue Montorgueil (Paris 2e). Juin 2016.

Jean Diot et Bruno Lenoir sont les deux derniers Français connus pour avoir été condamnés à la peine de mort en raison d'une pratique homosexuelle. Au terme d'un procès de six mois, ils sont étranglés puis brûlés à Paris, en place de Grève, le 6 juillet 1750. 
En 2014, une plaque commémorative est inaugurée pour rappeler leur souvenir.

## Exposé des faits
Le 4 janvier 1750, Julien Dauguisy, sergent du guet, déclare par procès-verbal devant Jacques François Charpentier que le jour même, vers onze heures du soir, il a vu rue Montorgueil, entre les rues Saint-Sauveur et Beaurepaire, deux hommes « en posture indécente et d’une manière répréhensible », dont l'un lui a paru ivre. Il les a arrêtés et emprisonnés.
Les accusés sont interrogés le 9 janvier 1750. Jean Diot est « gagne-deniers » dans une charcuterie voisine sise rue de la Fromagerie, tenue par la dame Marin ; il a 40 ans. Bruno Lenoir est cordonnier ; il a 21 ans. Ce dernier affirme que Jean Diot lui a proposé un rapport sexuel anal qui n'a pu aboutir vu l'arrivée d'un témoin. Jean Diot nie les faits : ayant vu Bruno Lenoir endormi sur le pas d'une porte, il a souhaité l'aider. Jean Diot ne sait pas écrire et ne peut signer sa déposition, à l'inverse de Bruno Lenoir.

## Procès et exécution
D'origine modeste, les deux accusés manquent de moyens et surtout de relations pour se défendre. Ce qu'on leur reproche est avant tout le scandale.
Le 11 avril 1750, le procureur requiert la condamnation à mort sur le bûcher - peine alors réservée, dans l'Europe chrétienne, aux hérétiques, aux sorciers et aux homosexuels auteurs de sodomie.
La sentence est rendue le 27 mai 1750 et enregistrée le 7 juin 1750 au Parlement de Paris. Elle condamne les deux hommes - de nouveau interrogés le 5 juin 1750 - à la confiscation de leurs biens ou, à défaut, au paiement d'une amende de 200 livres chacun, à être brûlés et leurs cendres jetées au vent. Une clause de retentum est introduite : les condamnés « seront secrètement étranglés avant de sentir le feu ». Elle laisse supposer une intervention de leur entourage pour éviter aux suppliciés, moyennant finances, une fin particulièrement atroce.
L'exécution a lieu en place de Grève le lundi 6 juillet 1750, à 17 h. Le mémorialiste Barbier la relate dans son journal :

« Aujourd'hui, lundi 6, on a brûlé en place de Grève, publiquement, à cinq heures du soir, ces deux ouvriers : savoir, un garçon menuisier et un chaircuitier, âgés de 18 et 25 ans, que le guet a trouvés en flagrant délit, dans les rues, le soir, commettant le crime de sodomie ; il y avait apparemment un peu de vin sous jeu pour pousser l'effronterie à ce point. J'ai appris, à cette occasion, que devant les escouades du guet à pied, marche un homme vêtu de gris qui remarque ce qui se passe dans les rues, sans être suspect, et qui, ensuite, fait approcher l'escouade. C'est ainsi que nos deux hommes ont été découverts. Comme il s'est passé quelque temps sans faire l'exécution, après le jugement, on a cru que la peine avait été commuée à cause de l'indécence de ces sortes d'exemples, qui apprennent à bien de la jeunesse ce qu'elle ne sait pas. Mais on dit que c'est une contestation entre le lieutenant-criminel et le rapporteur [...] Bref, l'exécution a été faite pour faire un exemple, d'autant que l'on dit que ce crime devient très commun et qu'il y a beaucoup de gens à Bicêtre pour ce fait. Et comme ces deux ouvriers n'avaient point de relations avec des personnes de distinction, soit de la Cour, soit de la ville, et qu'ils n'ont apparemment déclaré personne, cet exemple s'est fait sans aucune conséquence pour les suites [...] On n'a point crié le jugement pour s'épargner apparemment le nom et la qualification du crime. On avait crié en 1726 pour le sieur Deschauffour, pour crime de sodomie. »

— Edmond Jean François Barbier, Journal historique et anecdotique, Bibliothèque nationale de France, manuscrit français 10289, folios 149 et 152.

## Postérité

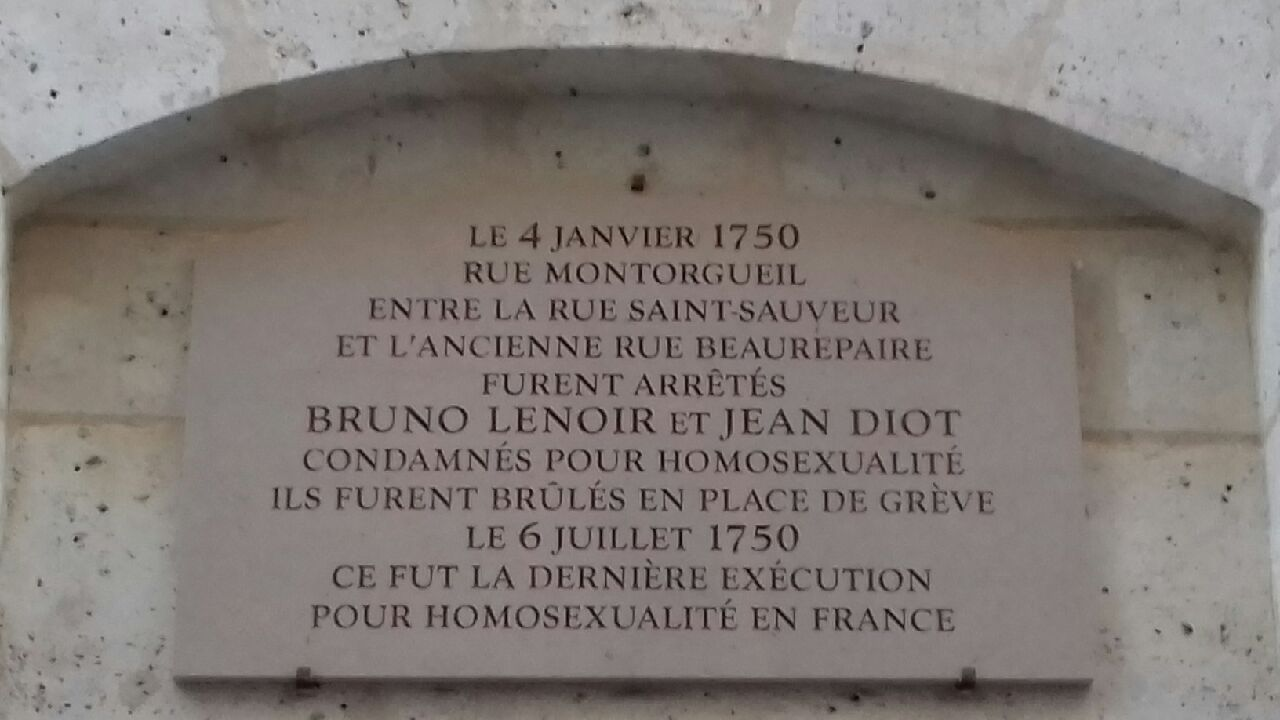
Plaque commémorative
en façade de l'immeuble sis
1 rue Léopold-Bellan
(Paris 2e). Février 2022.

Le 18 octobre 2014, devant le 67 rue Montorgueil, à l'angle de la rue Bachaumont, une plaque apposée sur le trottoir est inaugurée au nom du devoir de mémoire. La communauté homosexuelle française érige les deux hommes en martyrs.
Courant 2018, l'endroit est vandalisé : le 17 mai, une gerbe commémorative est brûlée ; en juillet, la plaque est maculée de peinture noire et recouverte de tracts hostiles à l'homoparentalité par un militant homosexuel de La Manif pour tous,,.
Le 17 mai 2021, à l'occasion de la journée mondiale contre l'homophobie, la transphobie et la biphobie, une plaque comportant un texte identique à celle posée en 2014 est dévoilée 1 rue Léopold-Bellan. Elle est scellée sur la façade de l'immeuble quelques jours plus tard, au-dessus de la porte d'entrée.
En octobre 2024, Pauline Valade publie Bruno et Jean, un roman inspiré de cette affaire. Si l'historienne s'est tournée vers cette forme littéraire « faute d'archives suffisantes », elle s'est néanmoins beaucoup documentée pour « invent[er] un destin plausible » à Jean Diot et Bruno Lenoir.